# Jano (Honduras)
Jano é uma cidade hondurenha do departamento de Olancho.